# Hệ quản trị đào tạo
Hệ quản trị đào tạo hoặc Hệ thống quản lý học tập (tiếng Anh: Learning management system, LMS) có thể được định nghĩa là một tập hợp các công cụ phần mềm vi tính được thiết kế chuyên biệt để quản lý quá trình giảng dạy và học tập. Hệ thống này có thể cho phép tổ chức, quản lý, theo dõi, phân công nội dung - hoạt động giảng dạy - học tập, lượng giá, báo cáo tổng kết... hướng đến quản lý tổng thể các hoạt động của một chương trình học tập, đào tạo. Giá trị của hệ thống LMS chính là ở khả năng tạo một môi trường đào tạo trực tuyến, hoặc kết hợp trực tuyến-trực tiếp, vận dụng các ứng dụng - công cụ trực tuyến (Web 2.0) đa dạng - phong phú để phục vụ vào mục đích giảng dạy và học tập của một tổ chức (bao gồm trường học, công ty). Hệ thống này thường được triển khai trên mạng vi tính (LAN: mạng máy tính quy mô của đơn vị hoặc Internet: mạng máy tính quy mô toàn cầu), cho phép nhiều người tham gia sử dụng cùng lúc mà không bị các rào cản về địa lý và thời gian.
Một số LMS phổ biến nhất có thể kể đến: Moodle, Canvas, Blackboard. 